# (1803) Zwicky
(1803) Zwicky  ist ein Asteroid des Hauptgürtels, der am 6. Februar 1967 vom Schweizer Astronomen Paul Wild, vom Observatorium Zimmerwald der Universität Bern aus, entdeckt wurde.
Der Asteroid ist nach dem schweizerisch-US-amerikanischen Physiker und Astronomen Fritz Zwicky (1898–1974) benannt.